# Вовківці-Турильче
Вовкі́вці-Тури́льче — пасажирський залізничний зупинний пункт Тернопільської дирекції Львівської залізниці.
Розташований у лісі, де розташовані Гермаківський дендропарк та Сапогівський ботанічний заказник, Борщівський район Тернопільської області на лінії Вигнанка — Іване-Пусте між станціями Борщів (8 км) та Іване-Пусте (16 км).
З 13.05.2019 року дві пари приміського дизель поїзда №6273/6276(денний рейс) та №6279/6272(вечірній рейс) сполученням Тернопіль–Іване-Пусте–Тернопіль скасовано. Поїзд вкорочено до станції Борщів.
З червня 2020 року дві пари приміського дизель-поїзда №6273/6276 та №6279/6272 сполученням Тернопіль–Борщів–Тернопіль скасовано.